# Ращупкин, Юрий Михайлович
Юрий Михайлович Ращупкин (31 марта 1939, Ясиноватая, Сталинская область — 23 ноября 2021, Израиль) — советский футболист, защитник, Мастер спорта СССР (1966), тренер.

## Биография
Родился в Ясиноватой в семье железнодорожников. Начинал заниматься футболом в Красном Лимане. В юношеском возрасте играл за взрослую команду местного «Локомотива» в первенстве области. Проходить армейскую службу был направлен на Дальний Восток, где играл в классе «Б» за «Томич» Томск (1958) и СКА Хабаровск (1959—1963). В 1963 году его заметил донецкий «Шахтёр», но Ращупкин перешёл в луганскую «Зарю», где провёл семь сезонов. В чемпионате СССР в 1967—1970 годах сыграл 95 матчей. В 1971 году был в составе клуба второй лиги «Химик» Северодонецк, в 1972 — в команде КФК «Шахтёр» Свердловск.
Работал тренером в СДЮШОР «Заря» (1971, после 1983), спортинтернате (1972—1973). Окончил высшую школу тренеров в Москве. Тренер (1974—1975, 1980) и старший тренер (1982—1983) «Зари». Главный тренер «Шахтёра» Павлоград (1990).
В 1991 году переехал в Израиль. Работал водителем, затем детским тренером.